# 아메데오 모딜리아니
아메데오 클레멘테 모딜리아니(이탈리아어: Amedeo Clemente Modigliani, 1884년 7월 12일~1920년 1월 24일)는 이탈리아의 화가이다.

## 생애
1884년 이탈리아 왕국 토스카나주 리보르노에 있는 유대인 가정에서 태어났다. 그의 어머니 에우제니아는 철학자 바뤼흐 스피노자의 혈통을 이어받은 마르세유의 명문가 출신으로 높은 지성과 교양을 갖추고 있었다. 부친의 사업이 어려워지자 직접 단눈치오의 시를 번역하거나 서평을 써 생활을 유지할 정도였다. 모딜리아니가 태어났을 당시 아버지의 사업 실패로 집안은 어려웠지만 에우제니아는 어린 시절부터 그림에 대한 재능을 보인 아들을 굴리엘모 미켈리의 아틀리에에 데리고 가기도 했다. 그러나 모딜리아니는 늑막염, 폐결핵, 폐렴 등 병치레가 잦아 평생을 고통받았다. 14세에는 병으로 학교를 그만두었고, 17세에는 결핵에 걸려 이탈리아 여기저기를 돌아다니며 요양을 해야 했다. 베네치아·피렌체 미술 학교에서 공부한 모딜리아니는 1906년 파리로 나가 몽마르트르에 아틀리에를 빌렸고 세잔의 영향을 받았다. 독립 미술파에 속하며, 파리 화단의 특이한 화가로서 인정되었다. 조각도 하여, 브랑쿠시, 콕토 등과도 사귀었다. 그러나 돌조각에서 나오는 먼지로 폐가 나빠지자 조각을 그만두고 그림만 그렸다.
1912년 파리 가을 미술전에 작품을 출품했지만 주목 받지 못했고 초상화 한 점 당 10프랑 밖에 받지 못했다. 그러나 미남으로 유명했던 모딜리아니에겐 모델을 자청하는 여성들이 많이 있었다. 1917년 몽파르나스의 카페에서 모딜리아니는 프랑스에서 활약한 우크라이나계 조각가 하나 오를로프의 소개로 14세 연하의 화가 지망생 잔 에뷔테른을 만났다. 잔은 모딜리아니와 같은 아틀리에를 쓰는 일본인 화가 후지타 쓰구하루의 모델이었다. 보수적인 부르주아 가정이었던 잔의 가족은 가난하고 병약하며 마약을 하는 유대인 모딜리아니와의 교제를 싫어했지만 두 사람은 동거에 들어갔다. 같은 해 모딜리아니는 폴란드 화상 레오폴트 즈보로프스키의 주선으로 개인전을 열었지만 외설적이라는 비판만 받은 채 전시회는 실패로 돌아갔다. 이듬해인 1918년 모딜리아니는 잔과 니스에서 요양을 했고 딸 지오바나를 얻었다. 1920년 파리로 돌아온 모딜리아니는 자선 병원에서 결핵성 뇌막염으로 34세에 요절하였다. 당시 임신 8개월째였던 잔은 모딜리아니가 죽고 이틀 뒤에 투신 자살했다. 모딜리아니는 파리의 페르 라셰즈 묘지에 묻혔고, 10년 뒤 잔의 가족들은 잔을 모딜리아니 곁에 묻어주었다.

## 화풍
모딜리아니는 폴 세잔와 앙리 드 툴루즈로트레크의 영향을 받았다. 그는 항상 인물만을 그렸는데 파리의 뒷거리에 사는 가난한 사람들 및 여성의 나체 등을 즐겨 그렸다. 그의 인물화는 가늘고 긴 목이나 달걀 모양의 얼굴을 가는 선으로 둘러 독특한 기품과 아름다움을 나타냈다. 모딜리아니는 총 314점의 작품을 남겼는데 주요 작품으로 <꽃 파는 소녀> <문지기의 아들> <벌거벗은 에리부리> <폴 기용의 초상> <잔 에뷔테른의 초상> 등이 있다.

## 사진

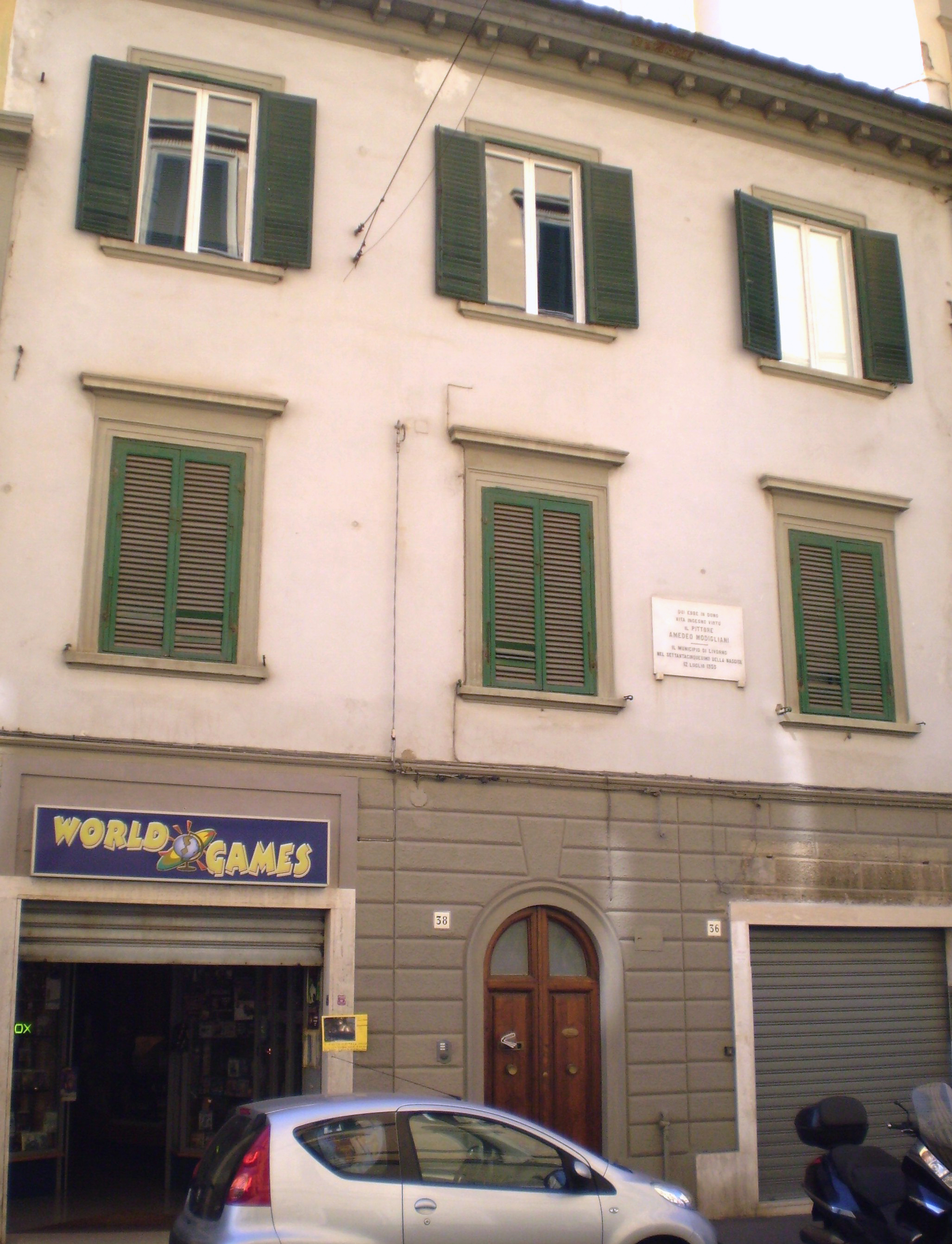
생가
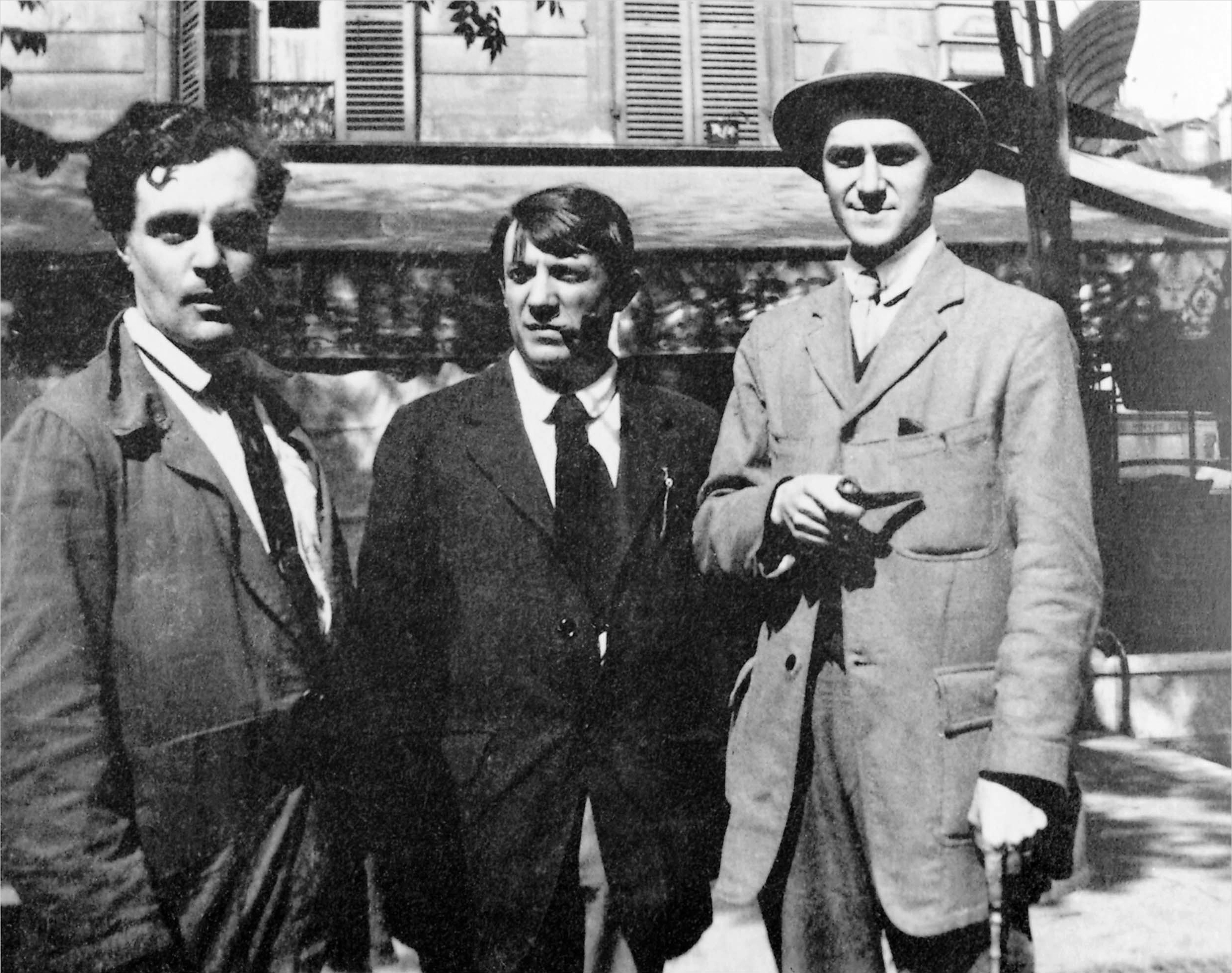
파블로 피카소, 앙드레 살몽과 함께한 모딜리아니
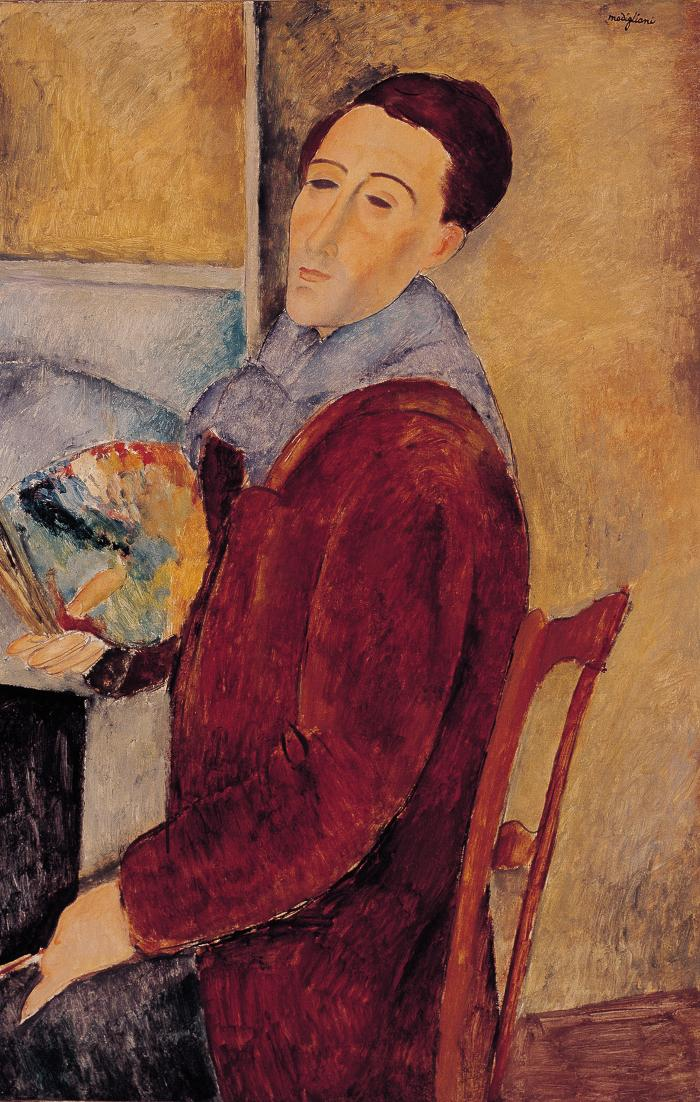
1919년에 그린 자화상
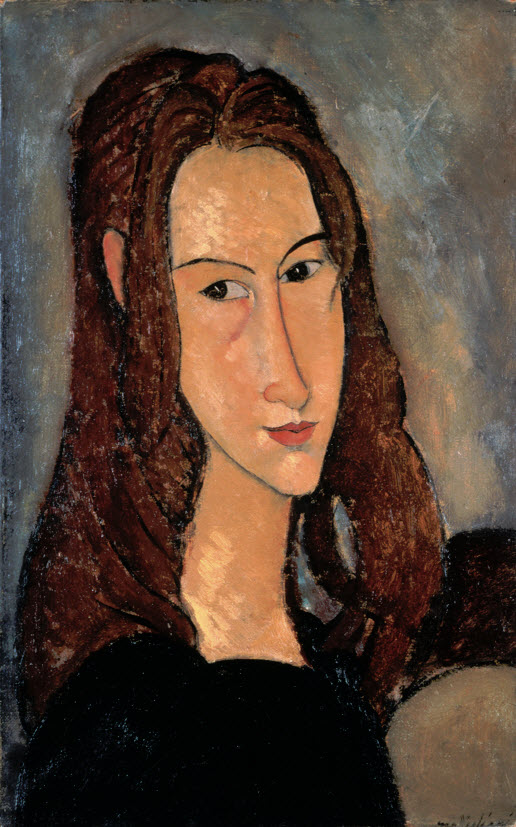
1918년에 그린 '잔 에뷔테른의 초상'
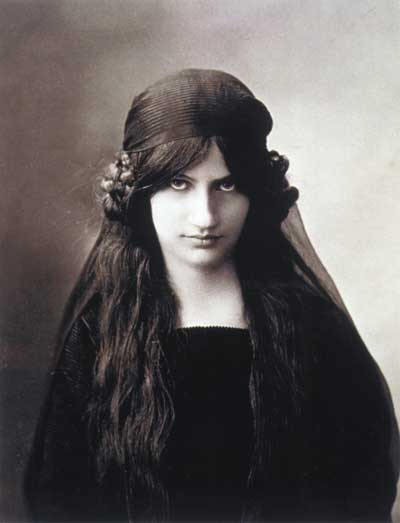
잔 에뷔테른
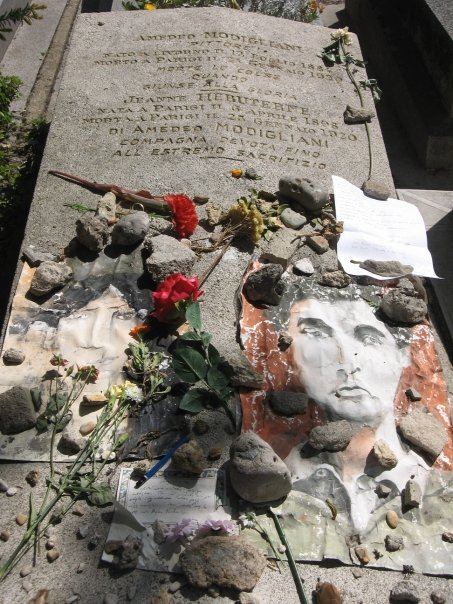
Père Lachaise Cemetery에 있는 모딜리아니와 잔 에뷔테른의 묘.

## 같이 보기
- 잔 에뷔테른